# Міжнародна мережа міст-притулків
Міжнародна мережа міст-притулків (англ. International Cities of Refuge Network; ICORN) — незалежна організація міст і регіонів, яка пропонує притулок письменникам, журналістам і митцям, яким загрожує переслідування, з метою просування свободи слова.

## Історія
Це організація-наступник Мережі міст-притулків (INCA), заснованої в 1993 році Міжнародним парламентом письменників (IPW) у відповідь на вбивство письменників в Алжирі. Після розпуску IPW у 2003 році її діяльність продовжив Адміністративний центр ICORN, створений у Ставангері (Норвегія) у червні 2006 року. Одним із засновників був Петер Ріпкен, який також був членом-засновником Товариства сприяння літературі з Африки, Азії, Латинської Америки та арабського світу, пізніше LitProm у Франкфурті (Німеччина).
У 2010 році ICORN стала незалежною організацією, а у 2014 році проголосувала за розширення своєї підтримки на художників і музикантів.
Станом на 2022 рік понад 70 міст зголосилися надати такий притулок.
З 2021 року ICORN є частиною Премії мера Павла Адамовича, організованої Європейським комітетом регіонів. Нагорода присуджується на честь багаторічного мера Гданська Павела Адамовича, який був убитий у 2019 році.